# Ángel Manrique
Ángel Manrique O.Cist. (* 28. Februar 1577 in Burgos; † 28. Februar 1649 in Badajoz) war Zisterziensermönch, Historiker und Bischof.
Er arbeitete in annalistischer Form, um die Geschichte des Zisterzienserordens vom „Gründungsjahr“ 1098 durch alle Zeiten bis in das 17. Jahrhundert zu schildern, teilweise Jahrzehnt für Jahrzehnt. Diese schematische Darstellung der Ordensgeschichte war in der frühen Neuzeit üblich. Manriques Werk lässt sich mit den zisterzienschen Ordensforschern seiner Zeit (Chrysostomus Henriquez, Karl de Visch und Gaspar Jongelinus) vergleichen.
Von 1645 bis 1649 war er Bischof von Badajoz; davor ist eine wissenschaftliche Tätigkeit am Colegio de San Bernardo und der Domschule in Salamanca belegt.

## Werke
- Cisterciensium seu verius ecclesiasticorum annalium a condito Cistercio, tomus I-IV online.
- Sermones varios, Salamanca 1620.
- Übersetzt von Bonifatius Hiltprand: Annales Cistercienses, Regensburg 1742.